# Wybory prezydenckie w Afganistanie w 2009 roku
Wybory prezydenckie w Afganistanie odbyły się 20 sierpnia 2009. Do drugich w historii tego kraju wyborów zgłosiło się 44 kandydatów (w tym dwie kobiety oraz ówczesny prezydent – Hamid Karzaj), jednak jeden z nich się wycofał, zaś dwóch z nich odrzuciła komisja wyborcza. Kampania wyborcza rozpoczęła się 16 czerwca i trwała do 17 sierpnia.
W sytuacji, w której żaden z kandydatów nie uzyskałby przewagi 50% głosów odbędzie się druga tura wyborów, w której udział wezmą dwaj kandydaci z największą liczbą głosów.
Według danych przedstawionych przez rzecznika prasowego sił wojskowych NATO w Afganistanie, Jamesa Appathurai, do uczestniczenia w wyborach zarejestrowało się 15,6 miliona obywateli tego kraju. Z tej liczby 4,3 miliona to nowo zarejestrowani głosujący, zaś 35–38% zarejestrowanych to kobiety.

## Kandydaci
Spośród 41 kandydatów głównymi faworytami w wyścigu prezydenckim byli:
- Hamid Karzaj – urzędujący prezydent[3]
- Abdullah Abdullah – były minister spraw zagranicznych[4]
- Aszraf Ghani Ahmadzai – były minister finansów[5]
- Ramazan Bashardost[6]

## Wyniki I tury wyborów
Afgańska komisja wyborcza, po przeliczeniu 10% głosów, ogłosiła, że największe poparcie uzyskał urzędujący dotychczas prezydent Hamid Karzai – 40,6%, drugie miejsce zajął jego główny przeciwnik Abdullah Abdullah – uzyskał 38,7%.
20 października ogłoszono oficjalne wyniki I tury wyborów:
| Kandydat              | % głosów |
| --------------------- | -------- |
| Hamid Karzai          | 49,67    |
| Abdullah Abdullah     | 30,59    |
| Ramazan Bashardost    | 10,46    |
| Aszraf Ghani Ahmadzai | 2,94     |
| Mirwais Yasini        | 1,03     |

Pozostali kandydaci zdobyli poniżej 1% głosów.

## Ataki terrorystyczne
Podczas głosowań odnotowano 73 ataki terrorystyczne. Z kolei generał Murad Ali powiedział o 135 incydentach, w których zginęło 9 cywilów i 14 funkcjonariuszy sił bezpieczeństwa. Ogólnie w zamachach, starciach sił bezpieczeństwa z rebeliantami zginęło ponad 50 osób, a kilkadziesiąt zostało rannych.
Natomiast 225 skarg, dotyczących nieprawidłowości w głosowaniu, wpłynęło do afgańskiej Komisji Wyborczej po wyborach prezydenckich. Afgańska niezależna grupa, nadzorująca przebieg głosowania - Fundacja na Rzecz Wolnych i Sprawiedliwych Wyborów w Afganistanie - mówiła też o licznych nieprawidłowościach w toku głosowania. Kilkakrotne składanie głosu, zastraszanie, głosowanie nieletnich, to tylko niektóre nieprawidłowości, mogące wpłynąć na wyniki wyborów.

## II tura wyborów

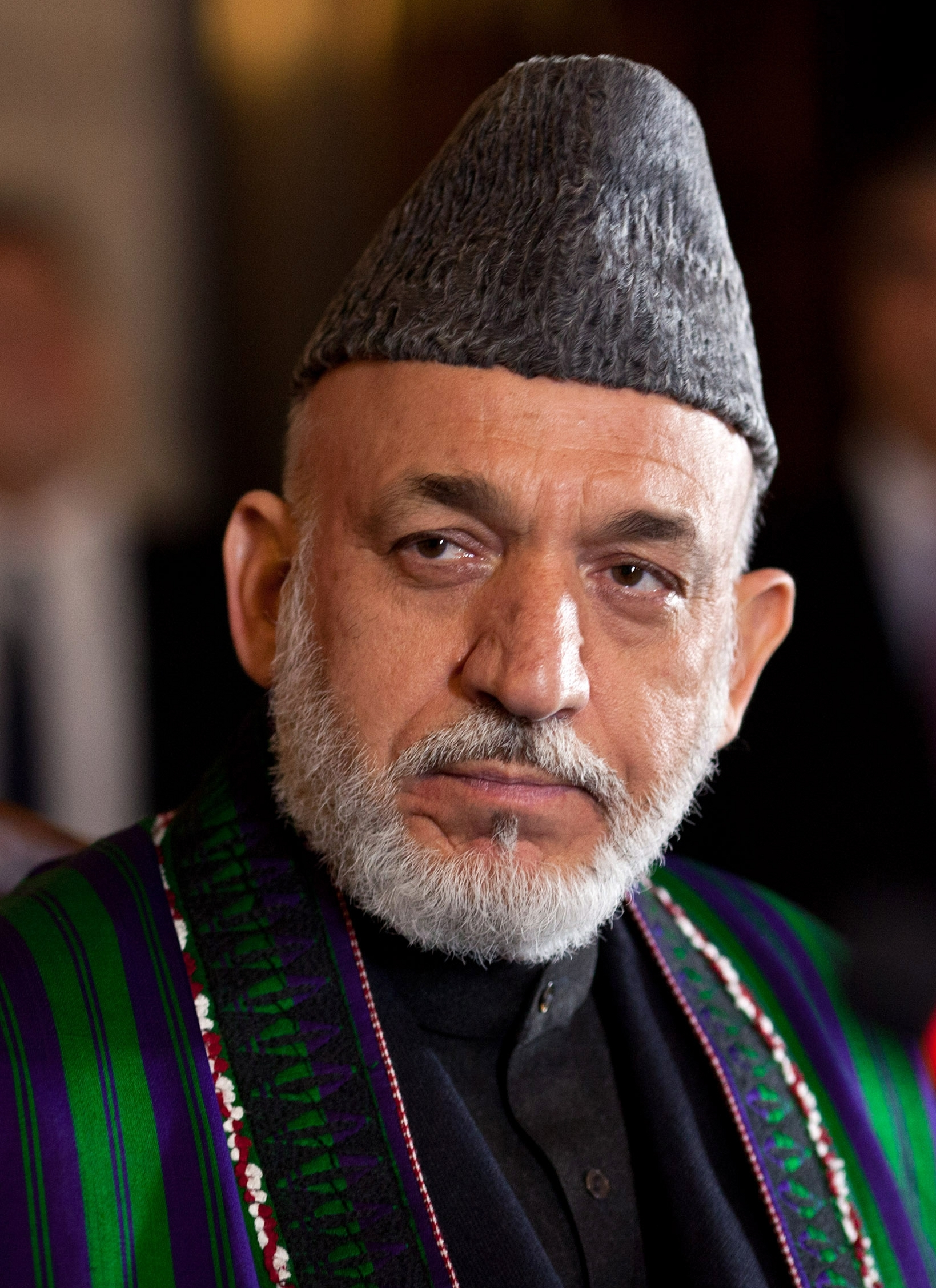
Hamid Karzaj – zwycięzca wyborów.

II tura wyborów, zaplanowana pierwotnie na 7 listopada, nie odbyła się, ponieważ 2 listopada wycofał się Abdullah Abdullah, który bezskutecznie domagał się odwołania lub ustąpienia czołowych członków Komisji Wyborczej, z przewodniczącym Azizullahem Ludinanem na czele. Prezydentem Afganistanu pozostał więc jego rywal Hamid Karzaj.
Zaprzysiężenie Hamida Karzaja na prezydenta miało miejsce 19 listopada w Kabulu.